# Inácio Accioli de Almeida
Inácio Accioli de Almeida (Bahia) foi um advogado e político brasileiro.

## Vida
Bacharel em direito pela Faculdade de Direito do Recife, em 1863.

## Carreira
Foi o terceiro vice-presidente da província de Santa Catarina, tendo assumido a presidência interinamente por duas vezes, de 15 de junho a 8 de julho de 1872 e de 27 de janeiro a 4 de abril de 1873.